# Sindrome delle piastrine grigie
La sindrome delle piastrine grigie (GPS) o deficienza di granuli-α piastrinici è una malattia congenita rara, autosomica recessiva che causa un disturbo di sanguinamento dovuto ad una riduzione o alla totale assenza di granuli-α piastrinici ed il rilascio delle proteine normalmente contenute in questi granuli nel midollo osseo esitando in mielofibrosi.

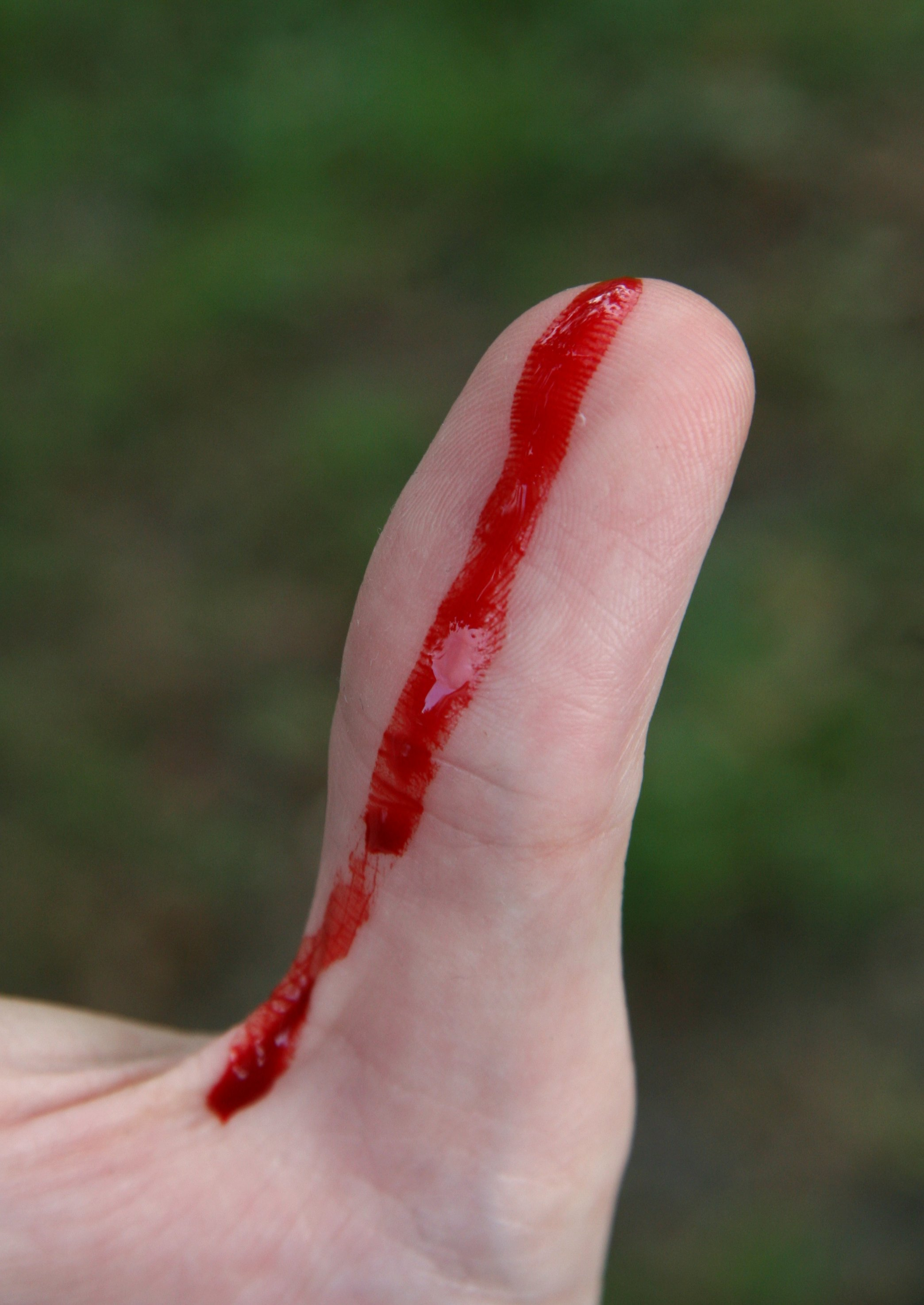
La sindrome è caratterizzata da sanguinamenti di intensità moderata o media a causa del deficit nella coagulazione

La GPS è principalmente una malattia autosomica recessiva e il gene che è mutato responsabile recentemente è stato mappato sul cromosoma 3p e identificato come NBEAL2. NBEAL2 codifica per una proteina contenente un dominio BEACH che si ritiene essere coinvolto nel traffico vescicolare; è espresso in piastrine e megacariociti ed è necessario per lo sviluppo degli α-granuli delle piastrine.. L'espressione di NBEAL2 è necessaria anche per lo sviluppo dei trombociti nel pesce zebra..
La GPS è caratterizzata da trombocitopenia e trombociti anormalmente grandi e privi di granuli riscontrabili in strisci di sangue periferico.
Il difetto nella GPS consiste nell'impossibilità da parte dei Megacariociti di impacchettare le proteine secretorie negli α-granuli, per cui i pazienti affetti sono soggetti a sanguinamenti di intensità da moderata a media.